# Muzeum Ziem Wschodnich Dawnej Rzeczypospolitej
Muzeum Ziem Wschodnich Dawnej Rzeczypospolitej, w skrócie MZWDR – muzeum położone w Lublinie przy placu Litewskim. Placówka jest oddziałem Muzeum Narodowego w Lublinie. Muzeum Ziem Wschodnich Dawnej Rzeczypospolitej zajmuje się gromadzeniem, ochroną i prezentowaniem dziedzictwa kultury materialnej i duchowej, prowadzeniem badań naukowych i upowszechnianiem wiedzy o ziemiach wschodnich oraz budowaniem pozytywnego obrazu dziedzictwa opartego na wiedzy historycznej i przekazie pokoleniowym, a także zachęceniem do wejścia w świat Kresów.

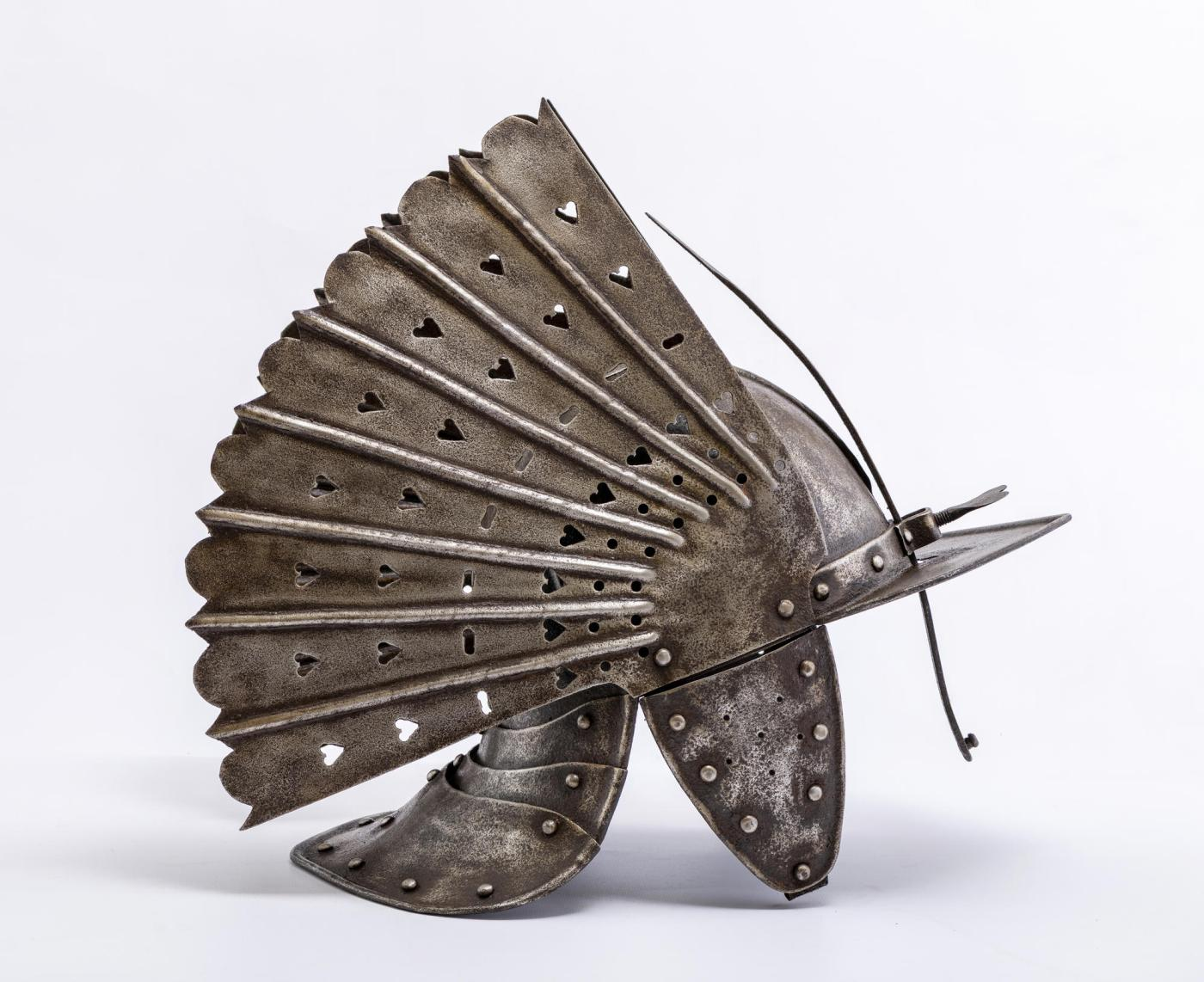
Szyszak husarski, XVIII wiek

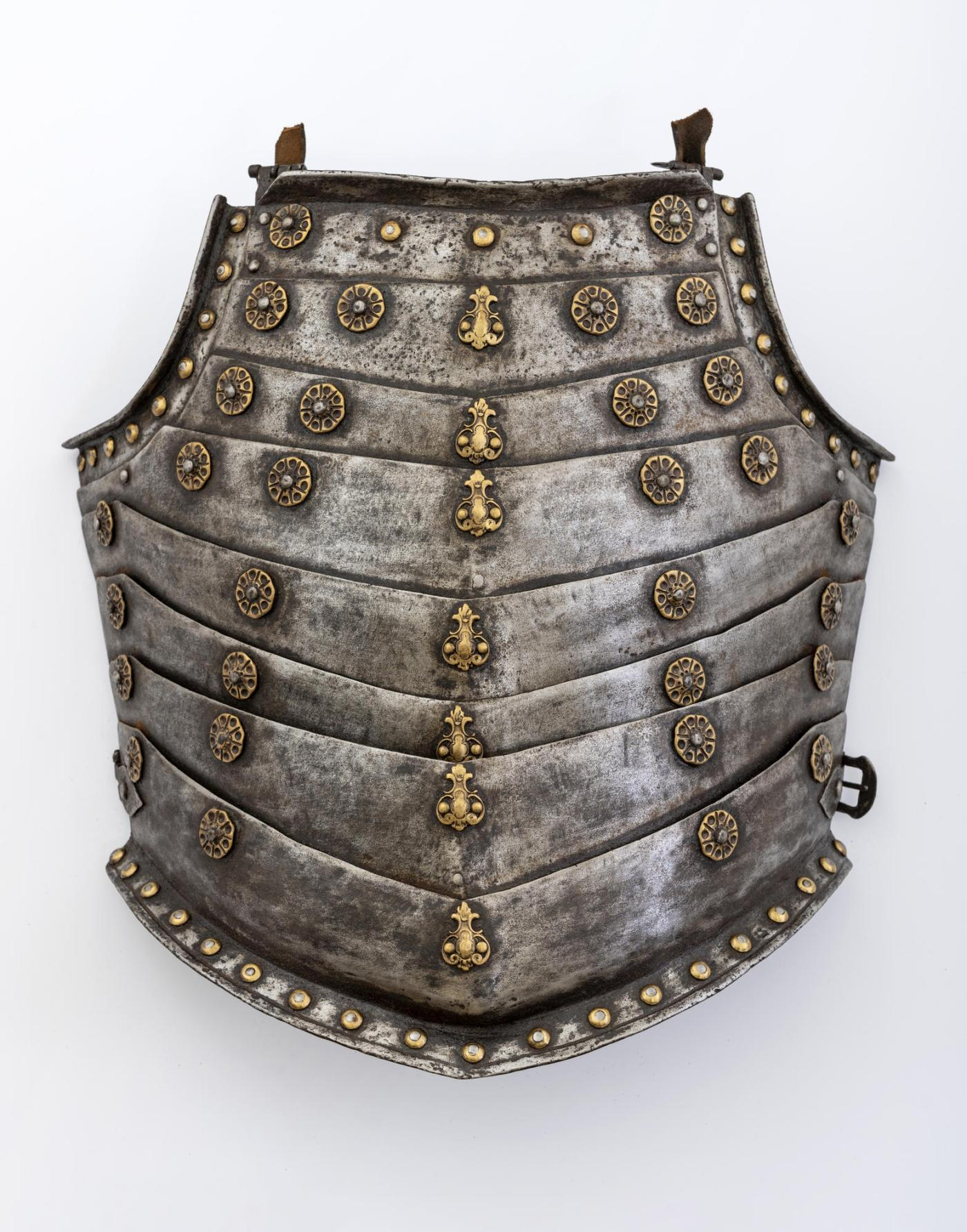
Napierśnik husarski w typie węgierskim, XVI/XVII wiek

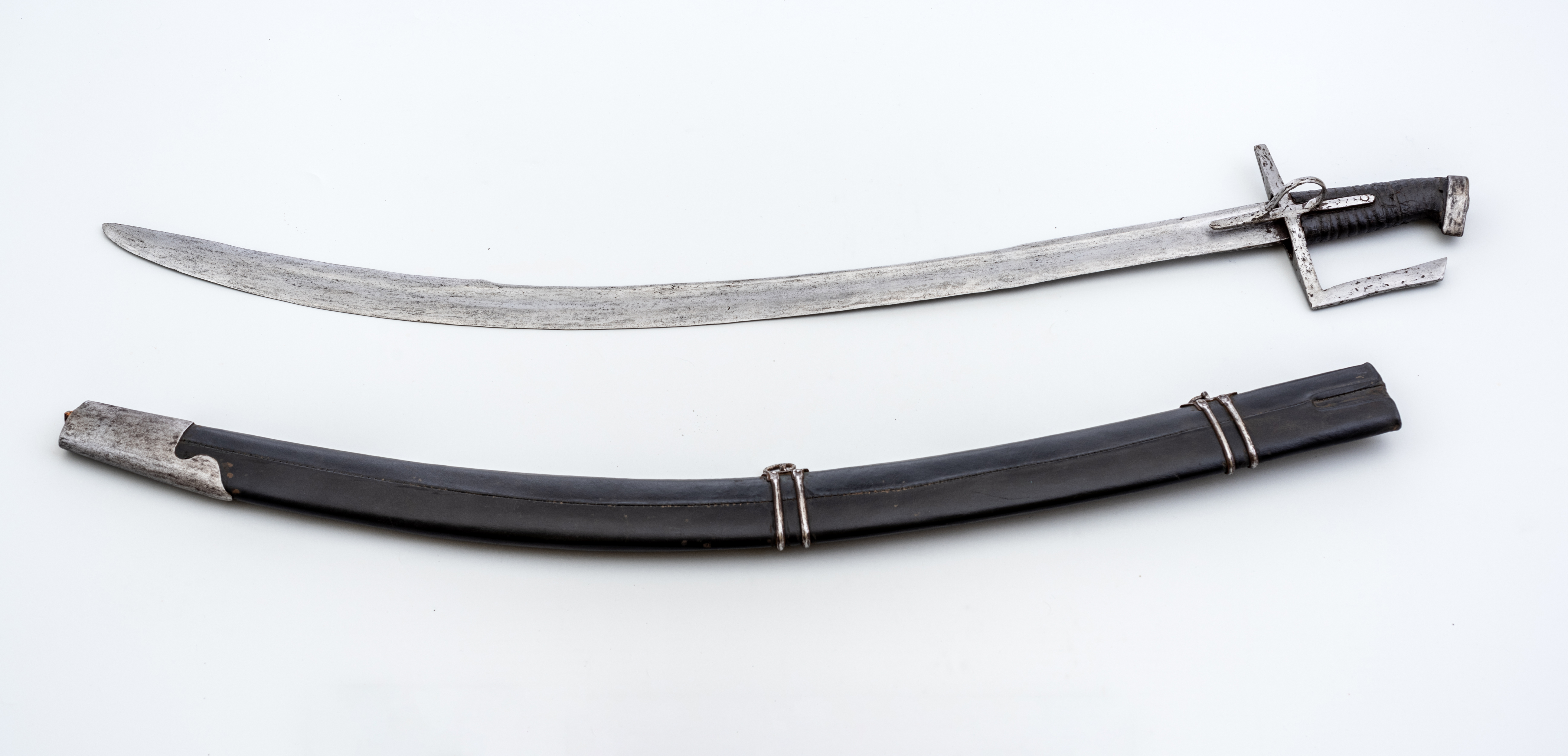
Szabla husarska, XVII wiek

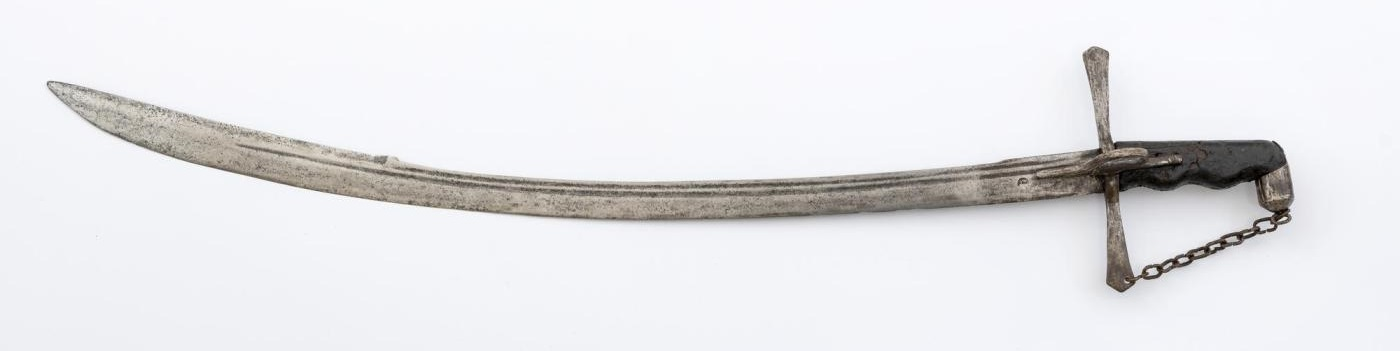
Szabla polsko-węgierska "kozacka", XVII wiek

## Historia muzeum
Decyzję o utworzeniu placówki podjęło MKiDN w 2016 roku, a 2017 przekazane zostały środki na zakup siedziby. Na ten cel zakupiono pałac Lubomirskich, który należał wówczas do Uniwersytetu Marii Curie-Skłodowskiej w Lublinie. Kolejnym krokiem było powołanie kolegium naukowego. Ponadto została powołana interdyscyplinarna grupa muzealników składająca się z: historyków, historyków sztuki, etnografów, archeologów. Funkcje koordynatora objął zastępca dyrektora Muzeum Narodowego w Lublinie dr Marcin Gapski.

## Wystawy i wydarzenia

### Założenia i scenariusz wystawy stałej „Podróż po Kresach”
Pierwszą wersję scenariusza stałej wystawy opracowali profesorowie Andrzej Betlej i Łukasz Gaweł. To na jej podstawie przygotowano konkurs na koncepcję architektoniczno-scenograficzną Muzeum. Obecna wersja scenariusza, rozwijana aktualnie przez zespół kuratorów z Muzeum Narodowego w Lublinie oraz ekspertów z polskich i zagranicznych instytucji naukowych powołanych do współpracy, opiera się na pierwszej koncepcji, do której wprowadzono jednak kilka znacznych zmian.
Głównym motywem spajającym linię narracyjną będzie podróż dokonywana przez zwiedzających w towarzystwie historycznych postaci naukowców – geografa Ludomira Sawickiego i jego towarzyszy. Wystawa stała „Podróż po Kresach” jest opracowywana interdyscyplinarne. Będzie składać się z zabytków archeologicznych i etnograficznych, dzieł sztuki, literatury, muzyki, historii mówionej oraz rekonstruowanego krajobrazu naturalnego i kulturowego. Stała ekspozycja jest aranżowana na parterze i pierwszym piętrze Pałacu Lubomirskich oraz w rozbudowanej części podziemnej, gdzie będzie się rozpoczynać zwiedzanie.

### Zbiórka pamiątek: „Z Kresów ocalone”
Muzeum Ziem Wschodnich Dawnej Rzeczypospolitej prowadzi akcję „Z Kresów ocalone: zbiórka pamiątek i opowieści kresowych”. Celem inicjatywy jest zachowanie pamięci o Kresach w aspekcie materialnym i duchowym.
W ramach akcji kuratorzy Muzeum zbierają obiekty – pamiątki, które są przechowywane w rodzinach Kresowian, jak i wspomnienia, rejestrując je w formie historii mówionych.

### Pomoc Ukrainie
W 2022 roku w Muzeum Ziem Wschodnich Dawnej Rzeczypospolitej uruchomiono punkt zbiórki darów rzeczowych Polskiego Czerwonego Krzyża dla uchodźców z Ukrainy.

## Portal ziemiewschodnie.pl
Jedną z podstawowych misji Muzeum Ziem Wschodnich Dawnej Rzeczypospolitej jest pozyskanych zbiorów i popularyzacja dziedzictwa kulturowego Kresów. Wieloaspektowa aktywność Muzeum na polu edukacji, kultury i wystawiennictwa stwarza potrzebę i możliwości do zaprezentowania podejmowanych działań przy pomocy współczesnych technologii.
Portal internetowy ziemiewschodnie.pl jest miejscem, gdzie prezentowane są zabytki dziedzictwa intelektualnego, materialnego i duchowego Kresów. W poszczególnych zakładkach można oglądać zdjęcia i trójwymiarowe modele obiektów takich jak: obrazy, biżuteria, dawne uzbrojenie czy przedmioty codziennego użytku. Za jego pośrednictwem można posłuchać i przeczytać historie życia osób pochodzących z Kresów, czy poznać fotografie z ich rodzinnych kolekcji, pozyskane w czasie realizowanej przez Muzeum akcji „Z Kresów ocalone”. 